# 湯浅香織
湯浅 香織（ゆあさ かおり、1972年9月20日 - ）は、日本の元女性声優。福岡県出身。現在はフリー。

## 出演

### テレビアニメ
- 神秘の世界エルハザード （1995年）
- ナースエンジェルりりかSOS（1995年、森谷賞）
- こちら葛飾区亀有公園前派出所（1996年、車の女、婦警）
- 水色時代（1996年、中河原暢子）
- るろうに剣心 -明治剣客浪漫譚-（1996年、あやめ）
- ケロケロちゃいむ（1997年、女の子、弟キツネ、パタ）
- 熱沙の覇王ガンダーラ（1998年、スカニ[2]）

### OVA
- 新海底軍艦（1995年、有坂剛〈幼少期〉）
- 超人学園ゴウカイザー（1996年、アベック女）
- るろうに剣心 -明治剣客浪漫譚- 追憶編（1996年、さくら）

### 劇場アニメ
- るろうに剣心 -明治剣客浪漫譚- 維新志士への鎮魂歌（1997年、あやめ）

### ゲーム
- きゃんきゃんバニー プルミエール（1992年、江藤莉奈）
- アポなしギャルズ お・り・ん・ぽ・す（1996年、シャギー・マイヨール）

### 吹き替え

#### アニメ
- ラグラッツ（2000年、フィル・デヴィル〈キャス・スーシー〉）